# Manerbe

Manerbe este o comună în departamentul Calvados, Franța. În 1 ianuarie 2022 avea o populație de 545 de locuitori.